# Tank Dell
Nathaniel Jasper „Tank“ Dell Jr. (geboren am 29. Oktober 1999 in Daytona Beach, Florida) ist ein US-amerikanischer American-Football-Spieler auf der Position des Wide Receivers. Er spielte College Football für die Alabama A&M University sowie die University of Houston. Im NFL Draft 2023 wurde Dell in der dritten Runde von den Houston Texans ausgewählt.

## Highschool und College
Dell besuchte die Mainland High School in seiner Heimatstadt Daytona Beach, Florida. Aufgrund seiner schmächtigen Statur erhielt er keine Angebote von großen College-Football-Programmen und ging ab 2018 auf die Alabama A&M University, um in der sportlich zweitklassigen NCAA Division I Football Championship Subdivision (FCS) für die Alabama A&M Bulldogs zu spielen, nachdem zuvor ein Stipendium an der Florida International University aus der NCAA Division I Football Bowl Subdivision (FBS) geplatzt war. Aufgrund einer Hüftverletzung kam Dell dort lediglich in vier Spielen zum Einsatz, wodurch er sich das Jahr als Redshirt anrechnen lassen konnte. Dennoch konnte er sich in den Vordergrund spielen, als er beim Sieg gegen den Rivalen Alabama State sechs Pässe für 204 Yards und zwei Touchdowns fing. Insgesamt kam er auf 12 gefangene Pässe für 364 Yards und drei Touchdowns. Zur Saison 2019 entschloss er sich zu einem Wechsel auf das Independence Community College in Independence, Kansas, das zuvor durch die 2018 ausgestrahlte dritte Staffel der Netflix-Serie Last Chance U bekannt geworden war, um sich dort für ein größeres College zu empfehlen.
In seinem Debüt für die ICC Pirates fing Dell sechs Pässe für 148 Yards und drei Touchdowns. Daraufhin bekundete die University of South Florida Interesse daran, Dell für die folgende Saison in ihr Team zu holen, was aber letztlich nicht zustande kam, da Dells Team, zu dessen erster Anspielstation er avancierte, im weiteren Saisonverlauf enttäuschte. Er beendete die Saison mit 52 gefangenen Pässen für 766 Yards und acht Touchdowns in zehn Spielen. Statt South Florida interessierte sich schließlich die University of Houston für Dell, der im Dezember 2019 ein Stipendienangebot annahm, ab 2020 für die Houston Cougars zu spielen.
Bei den Cougars war Dell von Beginn an Stammspieler in der Offense, zudem wurde er 2020 auch als Kickoff Returner eingesetzt. In drei Jahren fing er 211 Pässe für 2904 Yards und 28 Touchdowns für die University of Houston. In der Saison 2022 verzeichnete Dell die zweitmeisten gefangene Pässe der Saison in der FBS (109) sowie die meisten Yards Raumgewinn im Passspiel (1398) und die meisten gefangenen Touchdowns (17). Er war Halbfinalist bei der Wahl zum Fred Biletnikoff Award und wurde – ebenso wie bereits in der Saison 2021 – in das All-Star-Team der American Athletic Conference (AAC) gewählt.

## NFL
Dell wurde im NFL Draft 2023 in der dritten Runde an 69. Stelle von den Houston Texans ausgewählt. Am 13. Spieltag zog Dell sich beim Sieg gegen die Denver Broncos einen Bruch des linken Wadenbeins zu und fiel daher für den Rest der Saison aus. Mit 47 gefangenen Pässen für 709 Yards und sieben Touchdowns war er einer der auffälligsten Rookies der Saison und eine wichtige Anspielstation seines Quarterbacks C. J. Stroud – ebenfalls in seinem ersten Jahr in der NFL –, mit dem Dell sich bereits beim NFL Combine angefreundet hatte.

## NFL-Statistiken
| 2023                               | HOU   | 11 | 8  | 47 | 709  | 15,1 | 68 | 7  | 1 | 0 |
| 2024                               | HOU   | 14 | 10 | 51 | 667  | 13,1 | 50 | 3  | 0 | 0 |
| Total                              | Total | 25 | 18 | 98 | 1376 | 14,0 | 68 | 10 | 1 | 0 |
| Quelle: pro-football-reference.com |       |    |    |    |      |      |    |    |   |   |

## Persönliches
Dells Spitzname „Tank“ (englisch für Panzer) bezieht sich nicht auf seine Statur, die für einen NFL-Spieler im Gegenteil ungewöhnlich klein und schmächtig ist. Er rührt daher, dass seine Mutter ihn Tankhead (Panzerkopf) nannte, weil er bei seiner Geburt einen überdurchschnittlich großen Kopf hatte.